# Mastopoma hamatum
Mastopoma hamatum là một loài Rêu trong họ Sematophyllaceae. Loài này được (Müll. Hal. & Broth.) Broth. mô tả khoa học đầu tiên năm 1905.